# Liste der Kellergassen in der Weinregion Znojmo
Die Liste der Kellergassen in der Weinregion Znojmo führt, sortiert nach Gemeinden, die Kellergassen in der tschechischen Weinregion Znojmo an.
| Foto |                 | Kellergasse             | Standort                          | Beschreibung |
| ---- | --------------- | ----------------------- | --------------------------------- | --- |
| BW   | Datei hochladen |                         | Břežany Standort                  | |
| BW   | Datei hochladen | Kellergasse             | Chvalovice Standort               | Westlich außerhalb der Ortschaft befindet sich die gut 500 m lange Kellergasse an einer Geländekante. |
| ja   | Datei hochladen | Kellergasse             | Havraníky Standort                | An der südöstlichen Ortsausfahrt befinden sich ein paar Keller. |
| ja   | Datei hochladen | Kellergasse             | Hnanice Standort                  | Am südwestlichen Ortsrand befindet sich die 250 m lange beidseitige Kellergasse. |
| BW   | Datei hochladen |                         | Hrabětice Standort                | |
| BW   | Datei hochladen |                         | Hrušovany nad Jevišovkou Standort | |
| BW   | Datei hochladen |                         | Hrušovany nad Jevišovkou Standort | |
| ja   | Datei hochladen | Kellergasse             | Jaroslavice Standort              | Das weitläufige Kellergassensystem liegt am westlichen Ortsrand. |
| BW   | Datei hochladen |                         | Křídlůvky Standort                | Nordöstlich außerhalb der Ortschaft befinden sich einzeilig lose verstreut einige Keller. |
| BW   | Datei hochladen |                         | Litobratřice Standort             | |
| ja   | Datei hochladen | Modré sklepy            | Nový Šaldorf-Sedlešovice Standort | Die Kellergasse an der westlichen Ortseinfahrt Nový Šaldorf besteht aus etwa 180 Bauten, die in einer nördlichen und einer südlichen Zeile angeordnet sind und so einen 800 Meter langen, neun Hektar umfassenden Kellerplatz bilden. Der bläuliche Farbton der Innenräume ist auf blaugrauen Schiefer zurückzuführen. Oft sind je zwei Presshäuser miteinander verbunden, ursprünglich meist von verschiedenen Generationen einer Familie genutzt. |
| BW   | Datei hochladen | Kellergasse Sedlešovice | Nový Šaldorf-Sedlešovice Standort | Die kurze beidseitige Kellergasse liegt am südlichen Ortsrand. |
| ja   | Datei hochladen | Kellergasse             | Šatov Standort                    | Die Kellergasse liegt im nördlichen Hintaus. |
| BW   | Datei hochladen | Kellergasse             | Slup Standort                     | Das Kellergassensystem befindet sich am südlichen Ortsrand. |
| BW   | Datei hochladen | Kellergasse Micmanice   | Strachotice Standort              | Südlich weit außerhalb der Ortschaft Micmanice befand sich eine einseitige Kellergasse. Die meisten der Keller sind mittlerweile verfallen. |
| BW   | Datei hochladen | Kellergasse Strachotice | Strachotice Standort              | Am westlichen Ortsrand befinden sich einige Keller. |
| BW   | Datei hochladen | Kellergasse Valtrovice  | Valtrovice Standort               | Nördlich außerhalb der Ortschaft befinden sich einige Keller in der Flur U Sklepu. |
| BW   | Datei hochladen |                         | Vítonice u Znojma Standort        | |
| BW   | Datei hochladen | Kellergasse             | Vrbovec Standort                  | Die etwa 800 m lange Kellergasse liegt nordwestlich weit außerhalb des Orts. |
| BW   | Datei hochladen | Kellergasse             | Vrbovec Standort                  | Nördlich außerhalb des Orts befinden sich eine wenige Keller. |
| BW   | Datei hochladen | Kellergasse Oblekovice  | Znojmo Standort                   | Die kurze einseitige Kellergasse liegt südlich weit außerhalb der Ortschaft Oblekovice zwischen den Fluren Pod Sklepny (Unter den Kellern) und Nad Sklepny (Ober den Kellern). |
| BW   | Datei hochladen | Kellergasse Popice      | Znojmo Standort                   | Im nördlichen Hintaus befinden sich einige Keller. |

| Foto:                    | Fotografie der Kellergasse (Gesamtheit). Klicken des Fotos erzeugt eine vergrößerte Ansicht. Daneben finden sich zwei Symbole: \| Weitere Bilder vorhanden \| Das Symbol bedeutet, dass weitere Fotos des Objekts verfügbar sind. Durch Klicken des Symbols werden sie angezeigt. \| \| Eigenes Foto hochladen \| Durch Klicken des Symbols können weitere Fotos des Objekts in das Medienarchiv Wikimedia Commons hochgeladen werden. \| |
| Name:                    | Bezeichnung der Kellergasse |
| Standort:                | Es ist die Katastralgemeinde (KG) angegeben. Durch Aufruf des Links Standort wird die Lage der Kellergasse in verschiedenen Kartenprojekten angezeigt. |
| Beschreibung             | Kurze Beschreibung der Kellergasse |
| Weitere Bilder vorhanden | Das Symbol bedeutet, dass weitere Fotos des Objekts verfügbar sind. Durch Klicken des Symbols werden sie angezeigt. |
| Eigenes Foto hochladen   | Durch Klicken des Symbols können weitere Fotos des Objekts in das Medienarchiv Wikimedia Commons hochgeladen werden. |